# Natação nos Jogos Olímpicos de Verão de 2012 - 200 m peito feminino
A competição dos 200 metros peito feminino da natação nos Jogos Olímpicos de Verão de 2012 foi disputada nos dias 1 e 2 de agosto no Centro Aquático de Londres.

## Medalhistas
| Ouro   | USA Rebecca Soni   |
| Prata  | JPN Satomi Suzuki  |
| Bronze | RUS Yuliya Efimova |

## Recordes
Antes desta competição, os recordes mundiais e olímpicos da prova eram os seguintes:
| Tipo | Atleta         | Tempo   | Local  | Data                 |
| ---- | -------------- | ------- | ------ | -------------------- |
|      | Annamay Pierse | 2:20.12 | Roma   | 30 de julho de 2009  |
|      | Rebecca Soni   | 2:20.22 | Pequim | 15 de agosto de 2008 |

Os seguintes recordes mundiais ou olímpicos foram estabelecidos durante esta competição:
| Data        | Evento    | Atleta           | Tempo   | Notas |
| ----------- | --------- | ---------------- | ------- | ----- |
| 1 de agosto | Semifinal | USA Rebecca Soni | 2:20.00 | ,     |
| 2 de agosto | Final     | USA Rebecca Soni | 2:19.59 | ,     |

## Resultados

### Eliminatórias
| Pos. | Elim. | Raia | Nadadora                  | CON                 | Tempo   | Notas            |
| ---- | ----- | ---- | ------------------------- | ------------------- | ------- | ---------------- |
| 1    | 5     | 4    | Rebecca Soni              | USA Estados Unidos  | 2:21.40 | Q                |
| 2    | 5     | 6    | Rikke Møller Pedersen     | DEN Dinamarca       | 2:22.69 | Q,               |
| 3    | 3     | 4    | Satomi Suzuki             | JPN Japão           | 2:23.22 | Q                |
| 4    | 5     | 5    | Micah Lawrence            | USA Estados Unidos  | 2:24.50 | Q                |
| 5    | 5     | 3    | Anastasia Chaun           | RUS Rússia          | 2:25.39 | Q                |
| 6    | 4     | 1    | Joline Höstman            | SWE Suécia          | 2:25.44 | Q                |
| 7    | 3     | 3    | Ji Liping                 | CHN China           | 2:25.76 | Q                |
| 7    | 3     | 1    | Back Su-Yeon              | KOR Coreia do Sul   | 2:25.76 | Q                |
| 9    | 3     | 2    | Suzaan van Biljon         | RSA África do Sul   | 2:25.94 | Q                |
| 10   | 3     | 6    | Sally Foster              | AUS Austrália       | 2:26.04 | Q                |
| 11   | 3     | 7    | Sara El Bekri             | MAR Marrocos        | 2:26.05 | Q,               |
| 12   | 4     | 5    | Kanako Watanabe           | JPN Japão           | 2:26.38 | Q                |
| 13   | 4     | 6    | Martha McCabe             | CAN Canadá          | 2:26.39 | Q                |
| 14   | 4     | 4    | Yuliya Efimova            | RUS Rússia          | 2:26.83 | Q                |
| 14   | 4     | 7    | Jeong Da-Rae              | KOR Coreia do Sul   | 2:26.83 | Q                |
| 16   | 5     | 1    | Tessa Wallace             | AUS Austrália       | 2:26.94 | Q                |
| 17   | 2     | 5    | Hanna Dzerkal             | UKR Ucrânia         | 2:27.09 | Recorde nacional |
| 18   | 4     | 8    | Stacey Tadd               | GBR Grã-Bretanha    | 2:27.18 |                  |
| 19   | 5     | 7    | Fanny Lecluyse            | BEL Bélgica         | 2:27.30 |                  |
| 20   | 5     | 2    | Marina García Urzainqui   | ESP Espanha         | 2:27.57 |                  |
| 21   | 3     | 5    | Tera van Beilen           | CAN Canadá          | 2:27.70 |                  |
| 22   | 5     | 8    | Chiara Boggiatto          | ITA Itália          | 2:27.74 |                  |
| 23   | 3     | 8    | Sara Nordenstam           | NOR Noruega         | 2:27.90 |                  |
| 24   | 4     | 3    | Sun Ye                    | CHN China           | 2:27.94 |                  |
| 25   | 4     | 2    | Nađa Higl                 | SRB Sérvia          | 2:28.38 |                  |
| 26   | 2     | 6    | Martina Moravčíková       | CZE República Checa | 2:28.54 |                  |
| 27   | 1     | 5    | Alia Atkinson             | JAM Jamaica         | 2:28.77 | Recorde nacional |
| 28   | 2     | 4    | Hrafnhildur Lúthersdóttir | ISL Islândia        | 2:29.60 |                  |
| 29   | 1     | 4    | Anna Sztankovics          | HUN Hungria         | 2:29.67 |                  |
| 30   | 2     | 7    | Dilara Buse Günaydın      | TUR Turquia         | 2:30.64 |                  |
| 31   | 2     | 1    | Sarra Lajnef              | TUN Tunísia         | 2:31.15 |                  |
| 32   | 2     | 2    | Jenna Laukkanen           | FIN Finlândia       | 2:31.23 |                  |
| 33   | 2     | 3    | Tanja Šmid                | SLO Eslovênia       | 2:32.19 |                  |
| 34   | 1     | 3    | Dariya Talanova           | KGZ Quirguistão     | 2:38.01 |                  |

### Semifinal

#### Semifinal 1
| Pos. | Raia | Nadadora              | CON                | Tempo   | Notas |
| ---- | ---- | --------------------- | ------------------ | ------- | ----- |
| 1    | 4    | Rikke Møller Pedersen | DEN Dinamarca      | 2:22.23 | Q,    |
| 2    | 1    | Yuliya Efimova        | RUS Rússia         | 2:23.02 | Q     |
| 3    | 5    | Micah Lawrence        | USA Estados Unidos | 2:23.39 | Q     |
| 4    | 2    | Sally Foster          | AUS Austrália      | 2:24.46 | Q     |
| 5    | 6    | Back Su-Yeon          | KOR Coreia do Sul  | 2:24.67 |       |
| 6    | 3    | Joline Höstman        | SWE Suécia         | 2:24.77 |       |
| 7    | 7    | Kanako Watanabe       | JPN Japão          | 2:27.32 |       |
| 8    | 8    | Tessa Wallace         | AUS Austrália      | 2:27.38 |       |

#### Semifinal 2
| Pos. | Raia | Nadadora          | CON                | Tempo   | Notas            |
| ---- | ---- | ----------------- | ------------------ | ------- | ---------------- |
| 1    | 4    | Rebecca Soni      | USA Estados Unidos | 2:20.00 | Q,               |
| 2    | 5    | Satomi Suzuki     | JPN Japão          | 2:22.40 | Q                |
| 3    | 2    | Suzaan van Biljon | RSA África do Sul  | 2:23.21 | Q,               |
| 4    | 1    | Martha McCabe     | CAN Canadá         | 2:24.09 | Q                |
| 5    | 7    | Sara El Bekri     | MAR Marrocos       | 2:25.86 | Recorde nacional |
| 6    | 3    | Anastasia Chaun   | RUS Rússia         | 2:26.08 |                  |
| 7    | 6    | Ji Liping         | CHN China          | 2:27.26 |                  |
| 8    | 8    | Jeong Da-Rae      | KOR Coreia do Sul  | 2:28.74 |                  |

### Final
| Pos.              | Raia | Nadadora              | CON                | Tempo   | Notas            |
| ----------------- | ---- | --------------------- | ------------------ | ------- | ---------------- |
| Medalha de ouro   | 4    | Rebecca Soni          | USA Estados Unidos | 2:19.59 | Recorde mundial  |
| Medalha de prata  | 3    | Satomi Suzuki         | JPN Japão          | 2:20.72 | =                |
| Medalha de bronze | 6    | Yuliya Efimova        | RUS Rússia         | 2:20.92 | Recorde europeu  |
| 4                 | 5    | Rikke Møller Pedersen | DEN Dinamarca      | 2:21.65 | Recorde nacional |
| 5                 | 1    | Martha McCabe         | CAN Canadá         | 2:23.16 |                  |
| 6                 | 7    | Micah Lawrence        | USA Estados Unidos | 2:23.27 |                  |
| 7                 | 2    | Suzaan van Biljon     | RSA África do Sul  | 2:23.72 |                  |
| 8                 | 8    | Sally Foster          | AUS Austrália      | 2:26.00 |                  |

Legenda
| Recorde mundial      | Recorde mundial (World record)               |                       | Recorde africano                      | Recorde africano (African) |                                           | Q | Classificado por posição (Qualified) |
| Recorde olímpico     | Recorde olímpico (Olympic record)            | Recorde da América    | Recorde da América (Americas)         | q                          | Classificado por melhor tempo (Qualified) |   |                                      |
| Melhor marca do ano  | Melhor marca do ano (World leading)          | Recorde asiático      | Recorde asiático (Asian)              | DNS                        | Não largou (Did not start)                |   |                                      |
| Recorde nacional     | Recorde nacional (National record)           | Recorde europeu       | Recorde europeu (European)            | DNF                        | Não terminou (Did not finish)             |   |                                      |
| Recorde pessoal      | Recorde pessoal do atleta (Personal best)    | Recorde da Oceania    | Recorde da Oceania (Oceania)          | DSQ / DQ                   | Desclassificado (Disqualified)            |   |                                      |
| Recorde da temporada | Recorde da temporada do atleta (Season best) | Recorde sul-americano | Recorde sul-americano (South America) | NM                         | Sem marca (No mark)                       |   |                                      |